# Wuliming
Wuliming (kinesiska: 五里明, 五里明镇) är en köping i Kina. Den ligger i provinsen Heilongjiang, i den nordöstra delen av landet, omkring 56 kilometer väster om provinshuvudstaden Harbin. Antalet invånare är 31 879. Befolkningen består av 15 705 kvinnor och 16 174 män. Barn under 15 år utgör 14,0 %, vuxna 15-64 år 79 %, och äldre över 65 år 6,0 %.
Genomsnittlig årsnederbörd är 909 millimeter. Den regnigaste månaden är juli, med i genomsnitt 189 mm nederbörd, och den torraste är januari, med 5 mm nederbörd.